# Moe Sedway
Moe Sedway, eigentlich Morris Sidwirtz bzw. Sedwits (* 1894 in Russisch-Polen; † 1952), war ein US-amerikanischer Mobster, der heute der Kosher Nostra zugerechnet wird.

## Leben
1901 emigrierte die Familie Sedwits von Polen in die Vereinigten Staaten. 1914 erhielt Moe die US-amerikanische Staatsbürgerschaft. Die Familie ging nach New York City, wo er bis 1938 blieb.
1919 wurde er im Umfeld eines Craps-Spiels verhaftet und verbrachte deshalb rund ein Jahr in einer Besserungsanstalt. Sedways Einträge in den Akten der New Yorker Polizei wuchsen in den frühen 1920er Jahren an.
Seine Bekanntschaft mit Meyer Lansky begann, als dieser zusammen mit Bugsy Siegel eine Autovermietung in der Cannon Street gründete, welche auch zur Tarnung eigener Schmuggelaktivitäten während der Prohibition in den Vereinigten Staaten diente. Sedway – im Schlepptau Siegels – sollte auch später mit diesem in Las Vegas eng zusammenarbeiten; letztendlich wurde Meyer Lansky damit zum obersten Befehlsgeber von Sedway.
In den 1930er Jahren war es insbesondere seine Aufgabe, Kunden für den „Trans-America race wire service“ zu gewinnen, wodurch es möglich wurde, Sportwetten auch fern der eigentlichen Wettkampfstätten anzubieten, da die Ergebnisse zeitnah übermittelt wurden.
Seine Geschäftsreisen führten ihn bis nach Las Vegas. 1935 wurde er wegen Verschwörung angeklagt, aber nicht verurteilt; er gab letztendlich New York als Wohnort auf und ging nach Los Angeles. 1940 war er wegen Glücksspiels in San Diego verhaftet worden; ab 1941 hielt er sich ständig in Las Vegas auf. Zusammen mit Gus Greenbaum wurde er 1945 Betreiber des Hotels El Cortez. Sedway übernahm außerdem Finanzierung und Errichtung des Flamingo Hotels, nachdem William R. Wilkerson in finanzielle Schwierigkeiten geraten war. Er betrachtete das Flamingo-Objekt als günstige Gelegenheit, in Las Vegas Fuß zu fassen und dort weiter zu expandieren.
Seinem Sohn Robbie zufolge gab er dem Freund seiner Frau Beatrice „Bee“, Mathew „Moose“ Pandza, den Auftrag, Bugsy Siegel zu ermorden, den dieser am 20. Juni 1947 mit einem Kal. 0.30 M1-Gewehr ausführte.
Bereits unmittelbar nach dem Tod von Bugsy Siegel nahmen Sedway und Greenbaum das Flamingo in Besitz. Sie öffneten das Flamingo auch für weniger exklusive Gäste und das Flamingo boomte. Allein im ersten Jahr erwirtschafteten die beiden einen Gewinn von rund 4 Mio. US-Dollar.
Jack Dragna, der lokale Boss der amerikanischen Cosa Nostra in Kalifornien, war kein Freund dieser Expansion der Mobster unter Meyer Lansky nach Las Vegas. Er schickte seinen „enforcer“ (am: „Durchsetzter“) Jimmy „The Weasel“ Fratianno aus, um seine Rechte geltend zu machen. Sedway wurde körperlich attackiert und auch der ranghöhere Doc Stacher, im Prinzip die rechte Hand von Lansky, wurde körperlich angegriffen. Eigentlich hatte das National Crime Syndicate Las Vegas als offene Stadt vorgesehen, welche keinem Clan oder Gruppe als Territorium zugeordnet war. Als Lansky deshalb Tommy Lucchese darauf ansprach, kam es zunächst zu keiner Lösung. Lansky suchte aber nicht den Konflikt, sondern bot Jack Dragna eine Beteiligung am Flamingo an, was dieser jedoch ablehnte.
Sedway war auch in anderen Orten an Glücksspielprojekten beteiligt; u. a. am Hollywood Yacht Club, wo er der Partner von Julian Kaufman war.
1950 wurde Sedway vom „Kefauver Committee“, welches durch Senator Estes Kefauver geleitet wurde, befragt.

## Nachlass
Moe Sedway wurde auf dem Friedhof Hollywood Forever Cemetery im Hollywood (Los Angeles (County)) beigesetzt. Er hinterließ eine Witwe: Bea Sedway, mit welcher er Kinder hatte.

## Adaptionen
- 1972: Im Film Der Pate wird Bugsy Siegel in der Person – neben Moe Sedway und Gus Greenbaum – des Moe Green dargestellt. Von Sedway stammt zumindest der Vorname der fiktiven Figur.
- 1986: In der historischen Novelle Nevada von Clint McCullough macht Meade Slaughter Bekanntschaft mit Bugsy Siegel und Moe Sedway.
- 1991: Im US-amerikanischen Film Bugsy wird Moe Sedway durch Joseph Roman verkörpert.